# Need for Speed: Most Wanted (videogioco 2012)
Need for Speed: Most Wanted è un videogioco di corse automobilistiche pubblicato da Electronic Arts e sviluppato da Criterion Games e parzialmente da Digital Illusions Creative Entertainment per quanto riguarda le ambientazioni. Annunciato il 1º giugno 2012 sul web, è stato presentato durante la conferenza stampa E3 di Electronic Arts, il 4 giugno 2012. Most Wanted è il diciannovesimo titolo della serie Need for Speed ed è stato pubblicato per Microsoft Windows, PlayStation Vita, PlayStation 3, Xbox 360, Wii U il 2 novembre 2012 in Europa.

## Modalità di gioco
Need for Speed: Most Wanted assume lo stile di gioco del primo Most Wanted della serie Need for Speed. Questo capitolo permette ai giocatori di scegliere una vettura e competere contro altri piloti per scalare una blacklist, analogamente al single-player del primo Most Wanted. Il gioco ha un gameplay open world ed è ambientato nella città fittizia di Fairhaven. Come nei giochi della serie Burnout, sviluppati dalla stessa Criterion Games, le gare hanno un punto d'inizio e un traguardo, ma i giocatori possono decidere quale strada percorrere per battere i propri avversari.
Nel gioco è implementato il sistema Autolog, sviluppato da Criterion per Hot Pursuit, che permette di concorrere e confrontarsi con i propri amici. Il sistema gioca un ruolo più ampio in questo capitolo della serie, e fornisce informazioni più dettagliate ai giocatori. Durante il gioco i giocatori possono guadagnare SpeedPoint, eseguendo salti e altre acrobazie con la propria auto. Per possedere un'auto bisogna trovarla nella modalità EasyDrive mentre nel precedente Most Wanted potevano essere acquistati da un concessionario.
L'esperienza di guida è stata definita "profonda e divertente", avendo uno stile molto arcade che permette di effettuare agevolmente derapate e salti spettacolari, ma restituendo comunque la sensazione di peso dell'auto. Most Wanted dispone della più vasta gamma di veicoli mai vista in Need for Speed: comprende auto muscle car, fuoristrada, auto sportive ed esotiche. Rispetto al primo Most Wanted sono scomparse le modifiche estetiche, non ci sono più le basi, e gli spezza inseguimento, inoltre non sono più presenti i filmati della trama, infatti non c'è una storia: il giocatore deve semplicemente scalare la blacklist. La grafica è migliorata molto rispetto ai precedenti capitoli, tuttavia rimangono alcune piccole incongruenze: ad esempio in alcuni frangenti è possibile notare l'asfalto bagnato, nonostante non sia presente un sistema di meteo dinamico.

## Trailer
Il trailer di presentazione con la canzone Firestarter dei Prodigy è stato ufficialmente pubblicato il 4 giugno 2012.

## Limited Edition
Oltre alla versione standard, esiste una Limited Edition che consente di guadagnare Speed Points doppi per le prime 4 ore di gioco, due veicoli esclusivi (Maserati GranTurismo MC Stradale e Porsche 911 Carrera S) utilizzabili solo online con livree nero satinato.

## Contenuti Bonus
Sono disponibili tre contenuti bonus per il gioco:
- Power Pack: include la Ford F-150 SVT Raptor twin turbo con telaio rinforzato, N2O avanzato e un'esclusiva livrea nero satinato.
- Speed Pack: include la Caterham R500 Superlight con gomme da tracciato lisce, telaio alleggerito e la livrea nero satinato.
- Strike Pack: include la Mercedes-Benz SL 65 Black Series con modifica speciale del motore, gomme autorigonfianti e la speciale livrea nero satinato.

Tutti i contenuti bonus sono disponibili presso rivenditori selezionati, acquistando la Limited Edition. Prenotando il gioco su Origin si riceveranno il Power Pack e lo Speed Pack. Lo Strike Pack è in esclusiva per chi acquista il gioco da GameStop.